# ディスレクシア
ディスレクシア（英語: dyslexia、ディスレキシアとも）は、知的能力および一般的な理解能力などに特に異常がないにもかかわらず、文字の読み書きに著しい困難を抱える障害であり、学習障害の要因となることがある。1884年にドイツの眼科医ルドルフ・ベルリンによって報告され命名された。支援方法については、「ディスレクシア#支援」を参照。正確には、読むことに対する困難がディスレクシア、書くことに対する困難がディスグラフィア（dysgraphia）だが、両方を合わせてディスレクシアと称されることが多い。
ディスレクシアは、失読症（しつどくしょう）、難読症（なんどくしょう）、識字障害（しきじしょうがい）、（特異的）読字障害（〈とくいてき〉どくじしょうがい）、読み書き障害（よみかきしょうがい）、とも訳される。発達性読字障害（DRD; Developmental reading disorder）とも呼ばれる。読み書きの障害は後天性の脳損傷によっても出現する。日本では脳損傷による後天性の読み書き障害の研究が先行していたことから、先天性の場合は発達性という用語をつけて呼ばれることが多い。この記事では先天性（発達性）の読み書き障害について解説する。

## 概要
国際ディスレクシア協会は、「ディスレクシアは神経生物学的原因による特異的学習障害である。その特徴は、正確かつ／または流暢な単語認識の困難さであり、綴りや文字記号の音声化が拙劣であることにある。これは言語の音韻的要素の障害によるものであり、配慮された教育環境下においても認められ、ほかの認知能力からは予測されない。二次的には読解力の低下や読む機会の減少といった問題が生じ、語彙の発達や背景となる知識の増大を妨げるものとなりうる。」と定義している。2013年に改定された米国精神医学会の診断基準（DSM5）では、限局性学習症（いわゆる学習障害）のなかで読字に限定した症状を示すタイプの代替的な用語としてdyslexia（ディスレクシア）を使用してもよいことになった。発達性の場合、読みに困難があるにもかかわらず、書くことにまったく問題がないケースは報告されていない。逆に、読みに問題はなくても書字が困難なケースはあるため、書字の問題は必須であると考えられており、日本では、発達性読み書き障害と呼ばれることが多い。ディスレクシアは神経生物学的要因によって生じていることがいくつかの仮説で推定されてはいるが、明確にはなっていない。遺伝的側面と、環境要素があるとされる。
治療法は、患者の問題ではなくニーズに合わせた教育方法をとることによってハンディを減らせるとされる。視力を対象とした治療では効果がない。
ディスレクシアは学習障害の中でもっとも多い障害であり、世界すべての地域で確認され、人口の3-7%ほどに見られるが、それがハンディとなっているのは20%程度である。男性のほうが診断率が高いが、男女で等しく確認されると言われている。一部の人々はディスレクシアを、長所と短所を併せ持つ、異なる学習のプロセスとみなすべきだと主張している。

## 症状
識字プロセスには、文字や単語を構成する音に結びつけて分析する「音韻的処理」（主に表音文字）から、単語、文章そのものからダイレクトに意味を理解する「正字法的処理」（表意文字も含む）までいくつかの段階がある。ディスレクシアはその中でさまざまな段階での症例が報告されている。ディスレクシア児が示す症状は，単に「まったく文字の読み書きができない」ということではなく、実に多彩である。またディスレクシアは、児童期初期に顕在化しやすい。さらに、ディスレクシアの所持率は性別によって異なり、男の子では8.4%、女の子では2.3%である。
正確性と流暢性
誤りなく音読や書字ができるかという正確性における症状と、滑らかに誤りなく音読や書字ができるかという流暢性における症状が見られる。ほとんどの場合、正確性に問題があれば流暢性の獲得にも困難が見られる。逆に正確に音読や書字ができるようになっても、流暢に読み書きができるようになるとは限らない。
読みの困難
正確性
読むには、「音読」と「読解」の2つの過程がある。発達性読み書き障害における読みの障害は、文字を音に変換する（de-coding）ところにある。重症例では、ひらがな1文字の音読の習得に大きな困難が見られる。濁音や半濁音の習得に困難をきたすケースや、長音、拗音、促音の習得に困難をきたすケースもある。単語の全体的な処理ができるようになると、一文字を一つの音に変換することが十分に習得できていないため、単語は読めるのに、一文字で誤るといった現象が見られることもある。また、文章の文末などの仮名部分に読み誤りが現れることも多い（例「している」→「した」）。漢字の音読では、「わからない」「知らない」という反応が多い。また、単語に含まれる文字から推測したような反応（例「文字」→「さくぶん」）や意味性の誤り（例「遠足」→「さんぽ」）、形態的に類似した文字への読み間違え（例「人口」→「いりぐち」）が見られる。また、単語を部分的に音読したり、個々の漢字の読みとしては正しいが、単語全体としての読みを誤る反応が見られる。
流暢性
ゆっくりでたどたどしい読み方、不適切にポーズが入る、同じ場所を繰り返して読む症状が見られる。早く読むと読み誤りが増える場合もある。スムーズに読めないことが読解の妨げとなる。
書きの困難
正確性
発達性読み書き障害における書きの障害は、意味や概念、音に対応する文字の形を想起する（encoding）過程の障害である。発達性協調運動障害や上肢の機能低下、注意機能低下などが原因で字が汚い、枠内に書けないといった問題は含まない。重症例では、ひらがなやカタカナ1文字ずつの習得に困難が見られる。音読と同様に、濁音や半濁の習得に困難をきたすケースや、長音、拗音、促音の習得に困難をきたすケースがある。漢字の書字では「わからない」という反応が見られる。書いた場合は、形態的な誤りが多い。文章ではひらがなが多用されることも多い。
流暢性
文字の形を想起するのに時間がかかるため、一定の時間に書ける文字数は少なくなる。

## 原因
ディスレクシアは神経生物学的要因によって生じていることがいくつかの仮説で推定されてはいるが、明確にはなっていない。

### 遺伝
遺伝性のディスレクシアもある。両親がディスレクシアである場合、その状態の遺伝性により、子どもがディスレクシアになる可能性が大幅に増加する。研究では、ディスレクシアを持つ親の子どもの間でディスレクシアの有病率がはるかに高いことが示されており、これはディスレクシアの中程度から強い遺伝性を示している。スウェーデン国王カール16世グスタフはディスレクシアであるが、その長女のヴィクトリア王太子や、長男のカール・フィリップ王子も同様の症状がある（国王およびその子女がディスレクシアを抱えていることについては、1997年にシルヴィア王妃がテレビ番組のインタビューの中で正式に認めている）。作家のジョン・アーヴィングや金融家のチャールズ・M・シュワブ、NPO法人エッジの藤堂栄子は、子どもがディスレクシアと診断されてから、自らもそうであることが判明した。元プロボクサーの故モハメド・アリも生まれつきディスレクシアを患っており、アリの娘の1人であるミヤ・アリも同様の障害がある。

### 脳機能
ディスクレシアの要因は脳にあると考えられている（『言語発達障害学』第3版, p. 129-130, 「限局性学習障害」）。一般の人は脳内の情報を統合する領域で文字を自動処理しているが、ディスレクシアの人々はこの文字処理がスムーズに行えず、通常とは違う脳の働きをしているという。人類が文字を使い始めたのは5000年ほど前からといわれ、脳には文字の読み書きを行う中枢領域は存在せず、他の代替機能を使って文字の読み書きをしている。ディスレクシアの人々は文字が読める大多数の人々とは異なる脳の領域を使っており、そのためスムーズな文字の読み書きが行えないと考えられている。

### 認知機能
すべてのディスレクシアの出現を単独で説明できる認知機能はなく、いくつかの要因がその背景にあると考えられている。
音韻意識
視覚的認知
自動化

## 疫学
正確な有病率は不明だが、人口において低くて5%、高くて17%に見られると推定されている。男性のほうがたびたび多く確認されるが、一方で男女比は等しいとも言われている。
特に英語圏で問題とされており、米国では人口のおよそ1割の人が何らかの程度でディスレクシアを抱えているとも言われる。 米国では2割近くの人々が何らかの形で読字障害に関わる症状を持つという調査結果もある。
ディスレクシアは言語の正書法によっても現れ方が異なることが示唆されており、イタリア語、フィンランド語など（文字がほぼ発音通りに綴られる）では英語やフランス語（綴りと発音の間に複雑な関係がある）より顕在化しにくい可能性が指摘されている。
Wydell, T. N. (2023)によると、イタリア語母語話者の子どもたちは、英語話者の子どもたちと比べて読み書きを学ぶのが簡単であると感じている。イタリア語は英語と比べ、発音と表示（綴り）の対応が取れており、発音される言葉を文字にする作業が簡易であるためである（英語には発音しない文字が含まれる綴りもしばしば存在する。例：climb ,ghost, honest）。研究によると、この一貫性により、イタリアの子どもたちはイギリス人の子どもよりも早く読み書きスキルを習得することがわかっている。
発達性失読症は、英語などのアルファベット言語と日本語などの非アルファベット言語では症状の現れ方が異なる。英語では、ディスレクシアは、音韻認識能力の困難につながる音韻欠損仮説と関連づけられる。しかし、日本語では、音韻認識スキルは読み書き能力の獲得の初期段階ではそれほど重要ではない。 その代わりに、正書法や形態学的認識、語彙量、視空間処理、視覚と運動の統合などの他のメタ言語スキルが日本語の読解においてより重要な役割を果たしている。
正書法認識、形態学的認識、語彙量、視空間処理、視覚運動統合などのメタ言語的認識スキルが、中国と日本の児童の読解習得には重要である。 これらのスキルは、特にこれらの言語の読み書き能力の習得の初期において、音韻認識スキルよりも重要である。 中国語と日本語では、子どもが9歳から12歳くらいになると音韻スキルが重要になるが、最初は他のメタ言語スキルがより重要な役割を果たす。
中国語ディスレクシアでは、使用される文字の種類（ピンインまたは文字）を考慮する必要がある。 文字やピンイン文字を読むとき、下前頭回、中側頭回、下側頭回、下頭頂小葉と上頭頂小葉、および外線条体領域を含む共通の脳ネットワークが活性化される。 しかし、文字と比較してピンインを読むと、単言語話者の両側の下頭頂皮質、楔前部、および前中側頭回の活性化が高まる。漢字を読むと、左紡錘状回、両側楔骨、後中側頭回、右下前頭回、両側上前頭回がより活性化される。
北京での研究の統計データによると、 男の子は女の子よりも読み能力に困難を覚えやすく、右利きの生徒よりも左利きの生徒の方が読むときに困難を感じやすい。 さらに、ピンインを読む方が他の文字を読むときより困難を感じやすい、ということも一般的である 。

## 日本における状況
日本では現在のところ、ディスレクシアに関わる研究があまり進んでおらず、社会的な実態調査や実情の把握自体がなされていない状況であり、成人のディスレクシアの判定法も確立されていない。
日本語におけるディスレクシアの多くは、このような音韻に関係したディスレクシアとは異なるタイプとの見方もある。

### 日本人の英語ディスレクシア
日本語の読み書きは明らかな問題がない（あるいは多少苦手という程度で十分に克服できる）にもかかわらず、英語のみ極端に成績が悪いというケースが存在するほか、日英バイリンガルの中にも、英語のみで読み書きの障害が見られるという症例も報告されている。
日本語が文字がほぼ発音通りに綴られるのに対して、英語には綴りと発音の間に複雑な関係があることに加え、日本語と英語の言語間距離の遠さや、そもそも母国語ではない外国語として学ぶ必要性があることも関係している。
中には、海外留学中の人が初めてディスレクシアと診断されたなどの例もあり、英語教育の普及などによりこれから顕在化してくる可能性もある。

## 支援
これらの障害を抱えた人々をサポートするために、文字そのものを音声化して理解させる工夫が行われている。ノートテイクやテストなどに情報技術（ICT）を活用する試みも進んでいる。たとえば、コンピューター上の画面でテキスト（文字）を人工音声で読み上げさせることはできる。その際、読み上げさせるソフトによっては、読み上げ箇所を反転表示できるため、読み補助としても効果がある。スマートフォンを使ったトレーニングやNintendo Switchを使ったトレーニングなど家庭で行える取り組みも行われている。
障害のある児童及び生徒のための教科用特定図書等の普及の促進等に関する法律（教科書バリアフリー法）や日本国著作権法の改正により、デジタル化された教科書をそのまま読み上げさせることも可能になっている。

英語圏では、高い視認性と可読性を備えた、ディスレクシアの人にとっても読みやすいフォントも開発されており、Dyslexie（英語: Dyslexie）、OpenDyslexicなどがある。日本語でもUDフォントが開発され利用されている。
読み書きを補助するさまざまなテクノロジーを積極的に活用することで、本人の困難感をやわらげることができる。合理的配慮の観点からも、このようなテクノロジーに障壁なくアクセスできる環境の整備が求められる。このような環境整備は、学習負担の軽減とともに、学習意欲の維持にもつながる。
Virtala, P., & Partanen, E. (2018)によるフィンランドでのDyslexiaBaby研究は、家族性失読症のリスクにさらされている乳児を支援するために音楽介入を利用することに焦点を当てている。 この研究では、乳児を音声または楽器による音楽介入を受けるグループと、介入を受けないグループに分け、自宅でフィンランドの童謡や民謡を聞かせた。その後、音楽セッション中の幼児の活動を親が報告した。 この研究によると家庭での音楽活動への親の関与は、乳児の発達に効果があることが分かった。
幼児期の聴覚と言語の発達をサポートするうえで、家庭での早期音楽介入は聴覚と言語の発達に利益をもたらし、音声の韻律認識を促進する可能性がある。日常生活に音楽を取り入れ、親と幼児の交流に音楽を含めるよう親に力を与えることで、愛着をサポートし、幼児の注意を定期的に音楽に向け、早期学習を促進することができる。相互的で社交的な音楽活動は、子どもの発達に長期にわたる効果をもたらす可能性がある。
早期発見
ディスレクシアが乳幼児期に発見できる可能性を示した研究もある。
Navarrete-Arroyo. et al. (2024)による研究では、失読症のリスクのある子どもたちと対照群に焦点を当て、これらの脳の反応が子どもたちの間でどのように異なるのか、またそれらが読解前のスキルの発達にどのように関係しているのかを理解し、初期の言語発達と失読症のリスクに関する理解のギャップを埋めることを目指した。
この研究の結果で見られた、ディスレクシアのリスクのある子どもと対照の子どもの間での聴覚作業記憶、シリアルネーミング、および文字認識の違いは、言語発達における初期の聴覚スキルの重要性と、発達性失読症などの状態への潜在的な影響を浮き彫りにしている。

## 社会的状況
この障害を有する人で、大学などの通常の高等教育を受けている場合も少なくない。それどころか、気づかないままですばらしい業績をあげる人もいる。しかし、現代の高等教育はそのほとんどが文字媒体により情報を交換する手段に頼っているため、制約が著しいことは否めない。現在では先端技術の開発により、論文もテキストファイルであれば読み上げたり、読みやすいフォントに変更して読み取ったりすることができるようになっている。また、書くことに関してはパソコンなどの活用により格段に表現がしやすくなっている。大学入試センター試験も2011年度からは、発達障害を有する人に対して試験時間の延長などの配慮ができるようになる。他人に顕著ではないこれらの症例であるために、社会的に思わぬ差別や蔑視、阻害を受けることも少なくない。そのため、彼らの権利を擁護する団体が国内外問わず活動している。
日本においては南雲明彦、藤堂栄子、柳家花緑 のように自身がディスレクシアであると公言し、ディスレクシアによって社会的に不当な扱いを受けている人々を、積極的に支援しようとする動きをみせている人々も多い。
芸能人ではミッツ・マングローブも活字の暗記ができないタイプの学習障害だと明かしている。

### ディスレクシアの有名人
歴史上の偉人の中では、トーマス・エジソンやレオナルド・ダ・ヴィンチ、アルベルト・アインシュタイン、ジョージ・パットン、第2代アイヴァー伯爵ルパート・ギネス、ミケランジェロ・ブオナローティ、ネルソン・ロックフェラー、リー・クアンユー、ヘンリー・フォード、ウィンストン・チャーチルなどがディスレクシアだったとされている。
ハリウッドスターであるトム・クルーズが自らをディスレクシアだと公表したことによって、この障害の知名度が高まった。トム・クルーズのほかに、キアヌ・リーブスやジョン・デ・ランシー、アーノルド・シュワルツェネッガーなども自らがディスレクシアであることを明かしている。ジェニファー・アニストンも20代前半にディスレクシアと診断されたと2015年に公表している。
オーランド・ブルームは幼少期にディスレクシアで悩まされたが、聖書の朗読などで、現在では改善されつつある。また、キーラ・ナイトレイは、録音読書で学習したり、色つき眼鏡をかけて文章の文字が混じって見えないように工夫して読書している。
恐竜が鳥類に近い生き物であったことを証明し、映画『ジュラシック・パーク』の恐竜博士のモデルともなった古生物学者のジャック・ホーナーもディスレクシアの一人とされる。ジャック・ホーナーの読み書き能力は小学3年生程度であり、普段は文書を一度コンピューターに打ち込み、読み上げソフトを使用して聞き取る形で読んでいる。
その『ジュラシック・パーク』の監督、スティーヴン・スピルバーグも、自身がディスレクシアの診断を受けたことを告白している。実際に読字障害のため、学校卒業が2年遅れ、いじめ体験や学校に行くことが苦痛だったと語っている。現在でも脚本などを読むのは人の2倍、時間を要するとのこと。
2008年および2014-2015年、2017-2018年のF1世界選手権を制したF1ドライバーであるルイス・ハミルトンは、子供から質問を受けるドイツ紙シュトゥットガルター・ツァイトゥングのインタビューで、学校生活について質問を受け、「僕はディスレクシアだから大変だった」とコメントした。
女優のウーピー・ゴールドバーグは文字を左右反対に書いてしまう症状を持つディスレクシアである。
ビリーズブートキャンプでお馴染みのビリー隊長ことビリー・ブランクスも読み書き困難な失読症であることを明かしている。
日本人では、南雲明彦、柳家花緑、太神楽師の鏡味仙成などがいる。

## 対処法と支援ツール
ディスレクシアのある児童・生徒に対しては、音韻認識や視覚的記憶への支援に加え、ICTやトレーニング教材を活用した介入が一定の効果を示している。特に日本語環境においては、文字の読み取りに困難を抱える子どもに対し、タブレットなどを用いた反復型トレーニングが注目されている。
日本の教材事例として、読むトレGOというオンライン教材がある。この教材は、視覚認知の特性や仮名の識別のしにくさに対応するよう設計されており、ディスレクシア傾向のある小学生に対して、約1日15分・2か月程度のトレーニングを行うことで、文字の読み誤りや読書速度の改善が報告されている。2023年には、東京都・埼玉県の小学校等での実証を通じて、読字能力が有意に向上したとの調査結果が紹介されている。
また、ディスレクシアのある子どもに対しては、以下のような配慮が効果的とされる：
読み上げソフトや電子書籍の活用
読みやすいフォント（例：UDデジタル教科書体など）の使用
課題文やテスト文の構造的な工夫（行間を広げる、色分けなど）
読むことへの心理的ハードルを下げる反復訓練とポジティブな成功体験の積み重ね
これらの支援は、ディスレクシアの根本的な改善を目指すものではないが、日常生活や学習における困難を軽減し、自尊感情や学習意欲の維持に寄与する可能性がある。